# Beka Kandelaki
Beka Kandelaki (ur. 17 maja 1995) – gruziński zapaśnik walczący w stylu klasycznym, od 2019 roku reprezentant Azerbejdżanu. Zajął ósme miejsce na mistrzostwach świata w 2021 roku. 
Brązowy medalista mistrzostw Europy w 2024; piąty w 2022 i 2025. Drugi w Pucharze Świata w 2022, a także trzeci w zawodach indywidualnych w 2020. Mistrz Europy juniorów w 2014. Wicemistrz świata kadetów w 2012 roku.